# یواس‌آرسی کرافورد (۱۸۳۰)
یواس‌آرسی کرافورد (۱۸۳۰) (به انگلیسی: USRC Crawford (1830)) یک کشتی بود که طول آن ۷۳٫۴ فوت (۲۲٫۴ متر) بود.